# Jan Claudius de Cock
Jan Claudius de Cock (Brussel, gedoopt 2 juni 1667 - Antwerpen, 1736) was een Zuid-Nederlands beeldhouwer, tekenaar, etser en kunstschilder. 

## Biografie
Over het leven van Jan Claudius de Cock is niet veel bekend. Hij was de zoon van beeldhouwer Claudius de Cock en leerling van Pieter Verbruggen (I). Zijn zwager was beeldhouwer Melchior Serlippens. De Cock was lid van de Antwerpse Sint-Lucasgilde.
Hij ontwierp in 1701 een tekening, de Verschijning van de gekruisigde Christus voor de Heilige Begga, een voorontwerp voor een schilderij waarvan uiteindelijk de opdracht naar Jan Erasmus Quellinus ging.

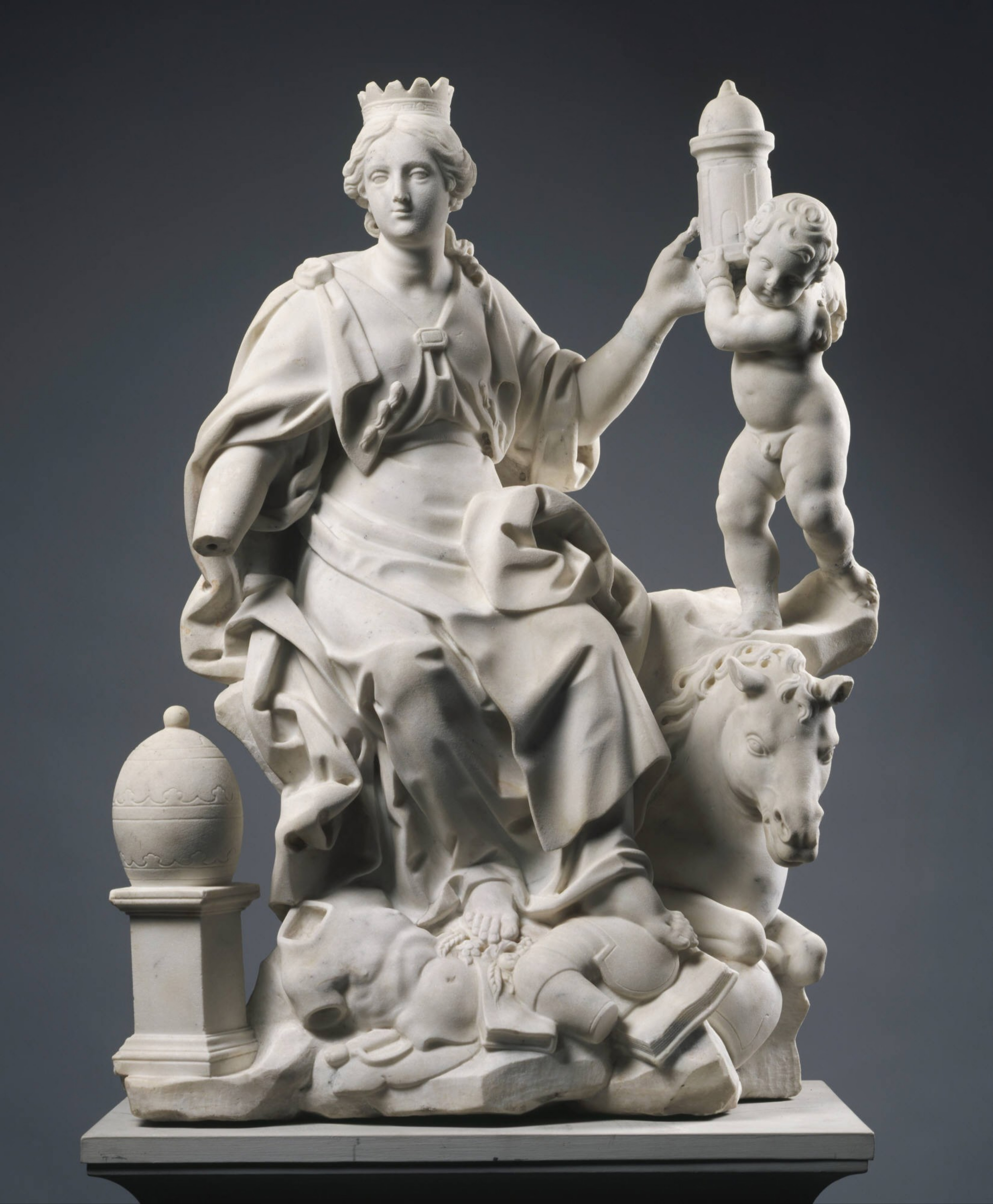
Europa (Vier continenten)
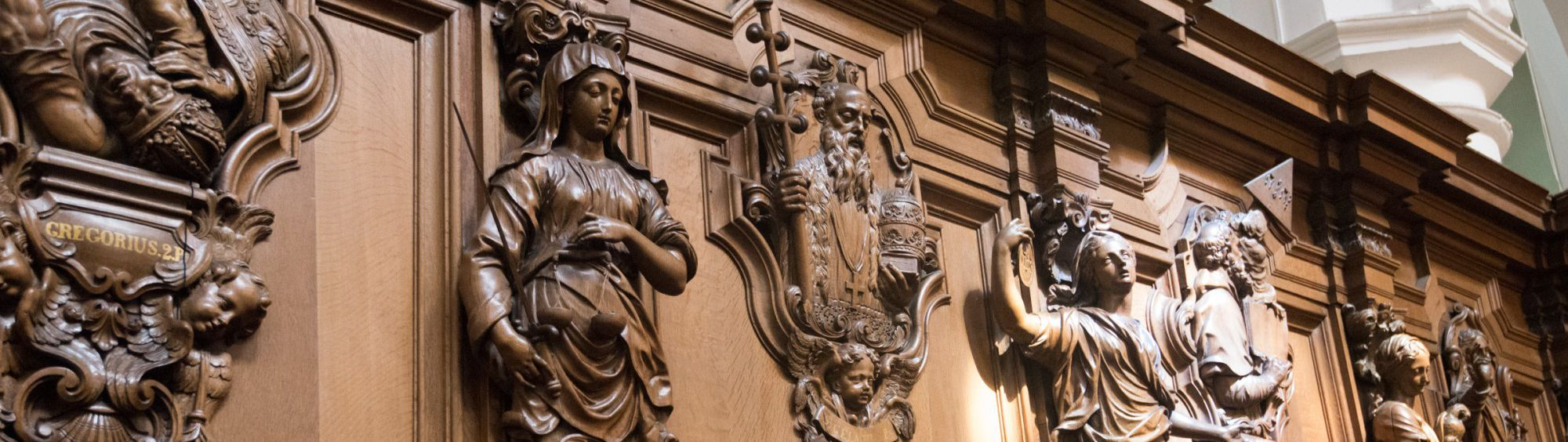
Koor in Sint-Pieterskerk (Turnhout)
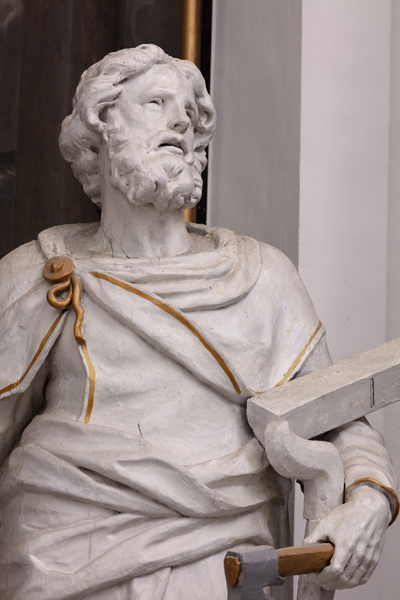
H. Jozef (Hoogstraten)
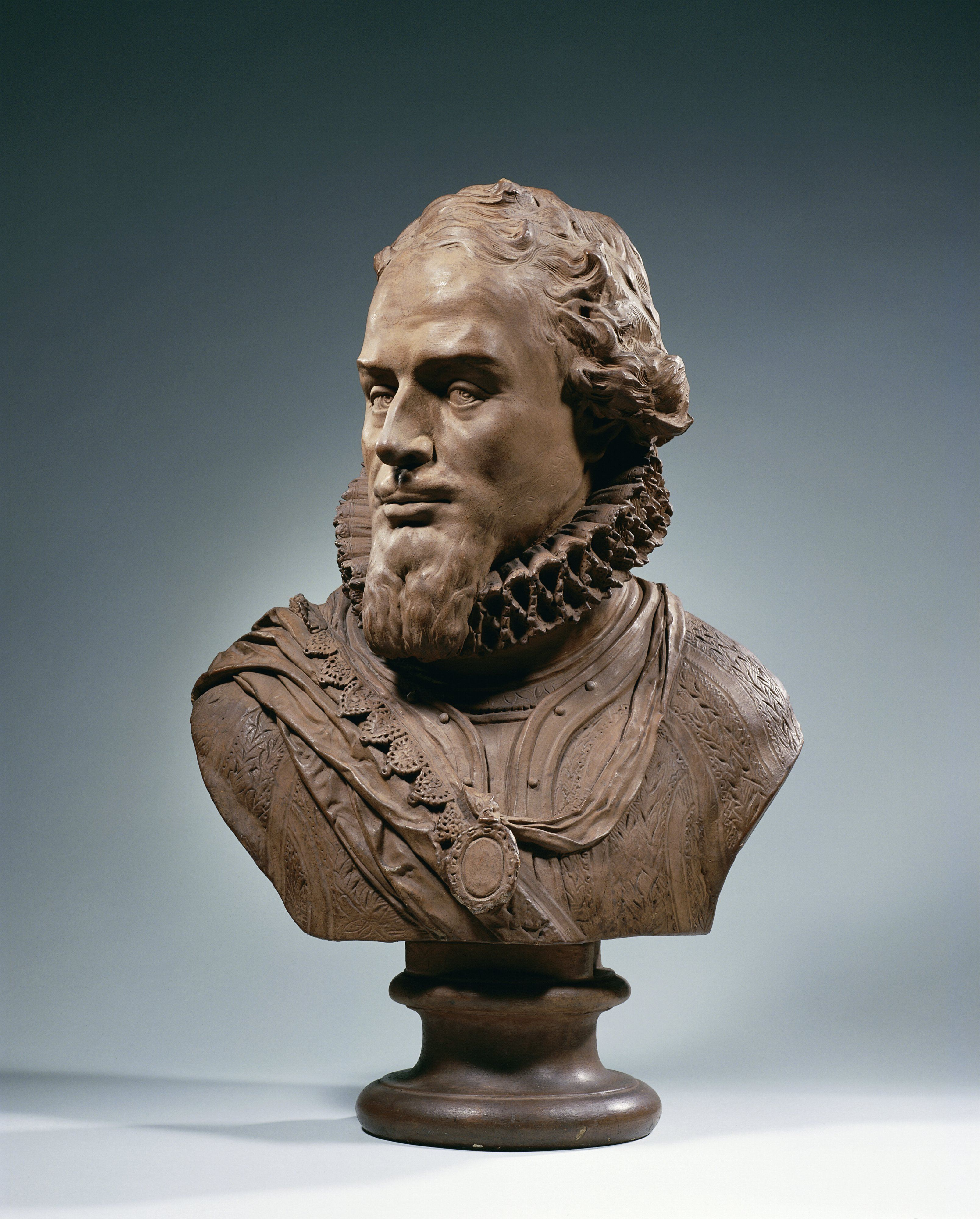
Maurits, prins van Oranje

- Biografisch Portaal: 24055388
- Digitale Bibliotheek voor de Nederlandse Letteren: cock004
- Gemeinsame Normdatei: 139024344
- International Standard Name Identifier: 0000 0000 6852 4979
- RKD-Nederlands Instituut voor Kunstgeschiedenis: 17406
- Union List of Artist Names: 500010481
- Virtual International Authority File: 295858833
- WorldCat: E39PBJtmx8cBhJfmXyCBXy8t8C